# Erich Gräßer
Erich Ludwig Karl Gräßer (* 23. Oktober 1927 in Schwalbach (Saar); † 2. Juni 2017 in Witten) war ein Universitätsprofessor, evangelischer Theologe und Politiker (Partei Mensch Umwelt Tierschutz).

## Leben
Gräßer lebte in Witten und Bonn. Er war mit der Gymnasiallehrerin Ingeborg Gräßer (1930–2010) verheiratet und hatte drei Kinder. Er studierte Theologie in Wuppertal, Tübingen und Marburg. Im Anschluss war er von 1956 bis 1961 in Rheinbach und Oberhausen als Pfarrer tätig. 1955 erfolgte bei Werner Georg Kümmel mit einer Arbeit über Das Problem der Parusieverzögerung in den synoptischen Evangelien und in der Apostelgeschichte die Promotion, 1964 mit einer Arbeit über Der Glaube im Hebräerbrief die Habilitation.
1964 war Gräßer zunächst Dozent an der Universität Marburg. Von 1965 bis 1979 war er Professor für Neues Testament in Bochum, von 1979 bis zu seiner Emeritierung 1993 an der Universität Bonn, wo ihn eine besondere Freundschaft und Arbeitsgemeinschaft mit dem katholischen Neutestamentler Helmut Merklein verband. Merkleins langjährige Assistentin Marlis Gielen widmete ihm den dritten und letzten Teilband des Ökumenischen Taschenbuchkommentars zum 1. Korintherbrief.
Gräßer war Präsident der Wissenschaftlichen Albert-Schweitzer-Gesellschaft, die im November 2005 aufgelöst wurde. Seine Forschungsschwerpunkte waren der Hebräerbrief, die lukanische Theologie (v. a. die Apostelgeschichte), der 2. Korintherbrief sowie Albert Schweitzer. 2004 wurde er Ehrendoktor der Ernst-Moritz-Arndt-Universität Greifswald.

## Engagement für Tierschutz und Tierrechte
Seine Frau war 1993 Gründungsmitglied der Tierschutzpartei, später bis Mai 2005 nordrhein-westfälische Landesvorsitzende der Tierschutzpartei und zeitweise Mitglied im Bundesvorstand. Erich Gräßer trat der Partei ebenfalls bei.  Seine Frau war als Mitgründerin bis zu ihrem Tode im September 2010 Vorsitzende des Kuratoriums der Hans-Rönn-Stiftung – Menschen für Tiere, Düsseldorf und hat den – soweit bekannt – ersten Kirchentag Mensch und Tier 2010 in Dortmund  mit der Aktion Kirche und Tiere (AKUT) mit initiiert und gefördert. Für seine Partei trat er mehrfach bei Wahlen an, unter anderem bei der Bundestagswahl 2002, bei der er Spitzenkandidat der nordrhein-westfälischen Landesliste war. Bei der nordrhein-westfälischen Landtagswahl am 14. Mai 2000 kandidierte er im Wahlkreis Ennepe-Ruhr-Kreis III. Insgesamt 626 Stimmen beziehungsweise 1,4 % fielen dabei auf ihn. Bei der nordrhein-westfälischen Landtagswahl am 22. Mai 2005 war er ebenfalls Spitzenkandidat und trat zusätzlich im  Wahlkreis Ennepe-Ruhr-Kreis II an.  Dort erzielte er 830 Stimmen, was 1,4 % entsprach.
Gräßer war Mitglied des Wissenschaftsbeirats der Albert Schweitzer Stiftung für unsere Mitwelt und des Kuratoriums der Hans-Rönn-Stiftung. Er betrachtete Tierschutz als „Christenpflicht“. Er sah Albert Schweitzer als sein Vorbild. Am 29. Juli 2007 wurde ihm und seiner Frau von der Aktion Kirche und Tiere (AKUT) in der evangelischen Kirche Witten-Bommern der Franziskus-Preis verliehen. Der Grund hierfür war ihr Verdienst, Tieren Raum innerhalb der Theologie zu geben.

## Bibliographie (Auswahl)
- Der Glaube im Hebräerbrief. Elwert, Marburg 1965, ISBN 3-86087-116-1.
- mit August Strobel und Robert C. Tannehill: Jesus in Nazareth. De Gruyter, Berlin 1972, ISBN 3-11-004004-2.
- Die Naherwartung Jesu. KBW-Verlag, Stuttgart 1973, ISBN 3-460-03611-7.
- Albert Schweitzer als Theologe. Mohr, Tübingen 1979, ISBN 3-16-142351-8.
- Der Alte Bund im Neuen. Exegetische Studien im Neuen Testament. Mohr, Tübingen 1985, ISBN 3-16-144939-8.
- An die Hebräer. Benziger, Zürich 1997, ISBN 3-545-23130-5.
- als Herausgeber: Albert Schweitzer. Ehrfurcht vor dem Leben. Beck, München 2006, ISBN 3-406-54155-0.
- Forschungen zur Apostelgeschichte. Mohr Siebeck, Tübingen 2001, ISBN 3-16-147592-5.